# Philodromus gyirongensis
Philodromus gyirongensis là một loài nhện trong họ Philodromidae.
Loài này thuộc chi Philodromus. Philodromus gyirongensis được Hsen Hsu Hu miêu tả năm 2001.